# Slotsarkaderne
SlotsArkaderne i Hillerød er et indkøbscenter i Nordsjælland. Centeret indeholder 55 butikker og cafeer. Centret er grundlagt i 1992. Butikscenteret er tegnet af AK83 Arkitekter.
Beliggenheden ved Nordstensvej er på det område, hvor Nordstensfabrikkerne lå, indtil de i 1988 flyttede til Jylland og efterfølgende til Polen.